# Noceda del Bierzo
Noceda del Bierzo és un municipi de la província de Lleó a la comunitat autònoma de Castella i Lleó. Forma part de la comarca d'El Bierzo. Comprèn les pedanies de Noceda, San Justo de Cabanillas, Cabanillas de San Justo i Robledo de las Traviesas.

## Demografia
| 1991 | 1996 | 2001 | 2004 |
| ---- | ---- | ---- | ---- |
| 1038 | 1012 | 853  | 855  |